# Olteni
Olteni é uma comuna romena localizada no distrito de Teleorman, na região de Muntênia. A comuna possui uma área de 38.45 km² e sua população era de 3339 habitantes segundo o censo de 2007.